# Lomaptera pseudopulchella
Lomaptera pseudopulchella är en skalbaggsart som beskrevs av Valck Lucassen 1961. Lomaptera pseudopulchella ingår i släktet Lomaptera och familjen Cetoniidae. Inga underarter finns listade i Catalogue of Life.